# 高擢
高擢（1494年—？），字士元，號滦汀、又号滦西，直隸永平府灤州人，民籍，明朝政治人物。

## 生平
嘉靖七年（1528年）戊子科順天府鄉試第三十五名。嘉靖八年（1529年）聯捷己丑科三甲第二百零四名進士。授太常寺博士，十二年九月选授禮科給事中，十四年七月升本科右，十月升本科左，十五年十二月升吏科都，十七年五月升太仆寺少卿，二十一年八月升顺天府府尹，二十五年三月官至都察院右副都御史、提督南京粮储，六月御史王言弹劾其贪鄙不职，令回籍听勘。萬曆十二年九月賜祭葬。

## 家族
曾祖高昺，曾任巡檢；祖父高璁，曾任知縣贈文林郎；父高謙，曾任知府。母吳氏（封孺）。